# Край Неба
Край Неба — четвертий студійний альбом гурту СКАЙ, виданий навесні 2014 року. Альбом містить 11 пісень та 4 додаткові композиції.
Композиції «Струна», «High time to see Ukraine», «Небезпечна», «Ти сподобалась мені», «Поки жива любов», «Край неба» та «Ми прагнемо змін» вже виходили раніше у вигляді синглів, а пісню «Тут і тепер» (Teraz i Tu) команда представила спільно з польським гуртом «Budka Suflera» ще у 2011 році.

## Список композицій
| #     | Назва                                             | Тривалість |
| ----- | ------------------------------------------------- | ---------- |
| 1.    | «Ми разом! Мы вместе!»                            | 4:50       |
| 2.    | «Край Неба»                                       | 3:37       |
| 3.    | «Струна»                                          | 3:25       |
| 4.    | «Поки жива любов»                                 | 4:09       |
| 5.    | «Ти сподобалася мені»                             | 3:43       |
| 6.    | «Ти лиш одна»                                     | 3:57       |
| 7.    | «Врятуй Мене (S.O.S.)»                            | 4:08       |
| 8.    | «Небезпечна»                                      | 3:16       |
| 9.    | «Веснарешті»                                      | 4:01       |
| 10.   | «Wrong»                                           | 3:53       |
| 11.   | «High Time to See Ukraine»                        | 3:27       |
| 12.   | «Відпускай» (додаткова композиція)                | 3:51       |
| 13.   | «Тут і тепер (Teraz i Tu)» (додаткова композиція) | 3:52       |
| 14.   | «Берег Ріки» (додаткова композиція)               | 4:28       |
| 15.   | «Час для добра» (додаткова композиція)            | 3:27       |
| 54:53 |                                                   |            |